# Roger Cayrel
Roger Victor Emile Cayrel (né le 4 décembre 1925 à Bordeaux et mort le 11 janvier 2021 à Paris), est un astronome français.
Ses principaux sujets d'étude sont les atmosphères stellaires, l'évolution chimique des galaxies et les étoiles à faible métallicité.

## Biographie
Petit-fils de l'explorateur Victor Liotard et neveu de l'explorateur Louis Liotard, Roger Cayrel fréquenta le lycée Michel-Montaigne à Bordeaux et étudia la physique à l'école normale supérieure et à la Faculté des sciences de Paris.
En plus de ses travaux scientifiques, il occupa plusieurs postes importants dans le management des sciences : directeur de l'observatoire Canada-France-Hawaï (CFHT, 1974-1980), président de la commission de l'Union astronomique internationale sur les atmosphères stellaires (1973-1976) et président du Bureau des longitudes (1995-1996).
Roger Cayrel est membre correspondant de l'Académie des sciences depuis 1988.
Roger Cayrel et ses collègues ont mesuré pour la première fois simultanément des raies de thorium et d'uranium dans l'étoile du halo extrêmement pauvre en métaux BPS CS 31082-0001, qui est usuellement nommée étoile de Cayrel. Cette mesure simultanée a permis de dater l'étoile en utilisant une méthodologie extrêmement similaire à celle utilisée pour la datation par le carbone 14 permettant ainsi une détermination de l'âge de l'étoile, qui a été estimé à 12,5 milliards plus ou moins 3 milliards d'années.
En 1954, il épouse l'astronome italienne Giusa de Strobel (1920 -2012).

## Activité scientifique
Roger Cayrel est reconnu comme un des pionniers de l’étude précise des atmosphères stellaires.
Dans la grande controverse au sujet de l’abondance en hélium, il montre, en 1954, en se basant sur des modèles d’atmosphère très simplifiés, que dans l’étoile de type B, ζ Per, contrairement aux résultats de Neven & de Jager obtenus sur des étoiles analogues, cette abondance est élevée.
Roger Cayrel est l’un des premiers à prendre en compte la structure hyperfine des niveaux atomiques, dans le calcul des spectres stellaires. Il écrit un des premiers codes liant l’abondance d’un élément à la largeur équivalente de la raie et montre que l’abondance du fer est la même dans le Soleil et dans l'étoile jeune ε Vir.
Roger Cayrel apporte des contributions importantes en astrophysique théorique, préconisant des calculs rigoureux des atmosphères stellaires tenant compte de la formation des raies d’absorption hors équilibre thermodynamique local. C’est le cas notamment dans les étoiles pauvres en métaux où le champ radiatif dans l'ultraviolet est considérablement moins absorbé par les raies spectrales.
Dès 1963, il note que l’accroissement de la température vers les couches stellaires externes s’explique (sans recours à une supposée dissipation d’énergie mécanique) par le fait que, aux basses densités (chromosphère) les photo-ionisations et les recombinaisons dominent, ce qui relève la température.
Une contribution particulièrement remarquable de Roger Cayrel est son apport à la compréhension de l’évolution chimique de la Galaxie et à l’étude des étoiles les plus vieilles. Il s'intéresse au fait que l'on n'observe pas d’étoiles sans métaux, et que les étoiles très déficientes sont rares. Il explique cela par la rapidité du mélange  avec les éléments lourds produits par les étoiles massives.
En 1999, Roger Cayrel rassemble une équipe internationale pour utiliser le tout nouveau spectrographe UVES au foyer Nasmyth du télescope VLT de l’ESO afin de déterminer la distribution des abondances des éléments au  début de la formation de la Galaxie.
En 2007, il détermine le profil du doublet de lithium dans des étoiles pauvres en métaux, conduisant à la conclusion qu’il n’y a pas d’isotope 6Li dans ces très vieilles étoiles. Ce résultat est maintenant universellement accepté.
Roger Cayrel n’est pas seulement un théoricien, il s’intéresse aussi à l’instrumentation. Il soutient vivement la création d'instruments d'observation dans les longueurs d’onde millimétriques en France. Il défend la construction du télescope (CFHT) de 3,6 m au sommet du Mauna Kea en collaboration avec le Canada et l’Université d’Hawaï : le site est exceptionnel par la qualité des images et la transparence de l’atmosphère en infra-rouge et en ultra-violet. Il en est le premier directeur de 1974 à 1980.

## Publications
- (en) R. Cayrel, V. Hill, T. C. Beers, B. Barbuy, M. Spite, F. Spite, B. Plez, J. Andersen, P. Bonifacio, P. François, P. Molaro, B. Nordström et F. Primas, « Measurement of stellar age from uranium decay », Nature, vol. 409, no 6821,‎ 2001, p. 691–692 (ISSN 0028-0836, DOI 10.1038/35055507, arXiv astro-ph/0104357)

## Distinctions
- 2001 : Prix Jules-Janssen de la Société astronomique de France (SAF).